# 灵斯泰兹站
灵斯泰兹站（丹麦语：Ringsted Station）是丹麦灵斯泰兹的主要火车站。 1856年4月27日启用，现在的站房于1924年6月1日启用。本站是西兰岛西线铁路的中途站。丹麦南线铁路与高铁新线哥灵高铁的终点站均位于本站。

## 历史
本站在1856年4月27日启用时是西兰岛西线铁路的中途站。1917年8月4日克厄—灵斯泰兹铁路开通至1963年3月31日克厄—灵斯泰兹铁路关闭期间，灵斯泰兹站还曾是该铁路的终点站。
1924年6月1日，西兰岛中线铁路一期工程（灵斯泰兹站⟷奈斯特韦兹站区间）竣工，现该段铁路是丹麦南线铁路的一部分。
为配合哥灵高铁引入灵斯泰兹站，灵斯泰兹站于2017年1月开始改建工程。
2019年5月31日，哥灵高铁启用，灵斯泰兹站进入高铁时代。

## 图片集

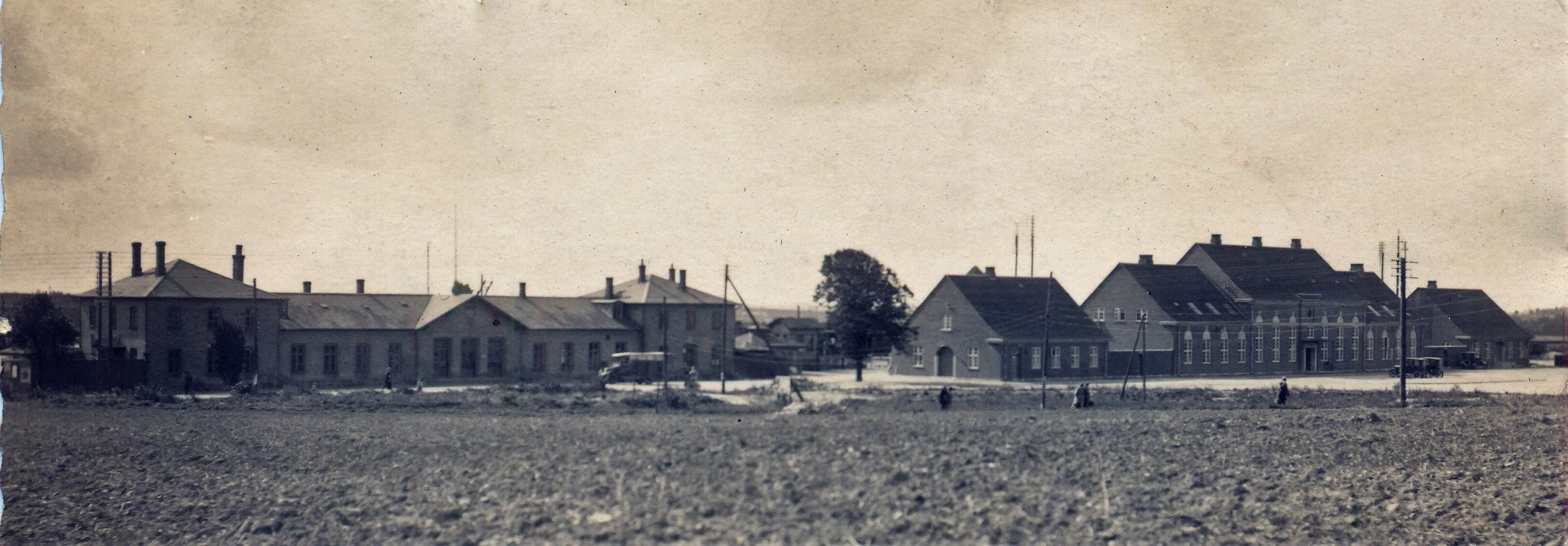
1925年时的灵斯泰兹站

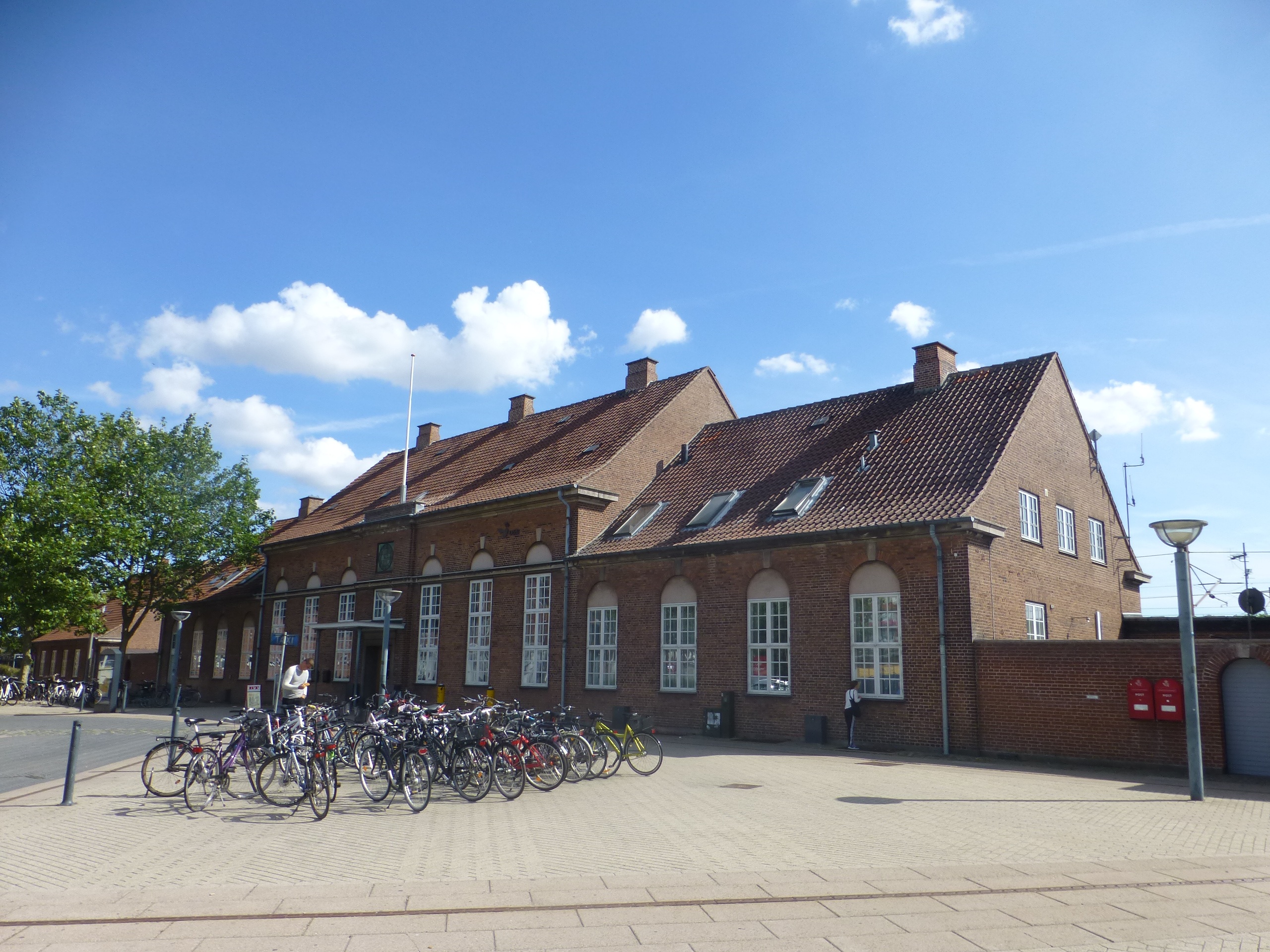
站前广场
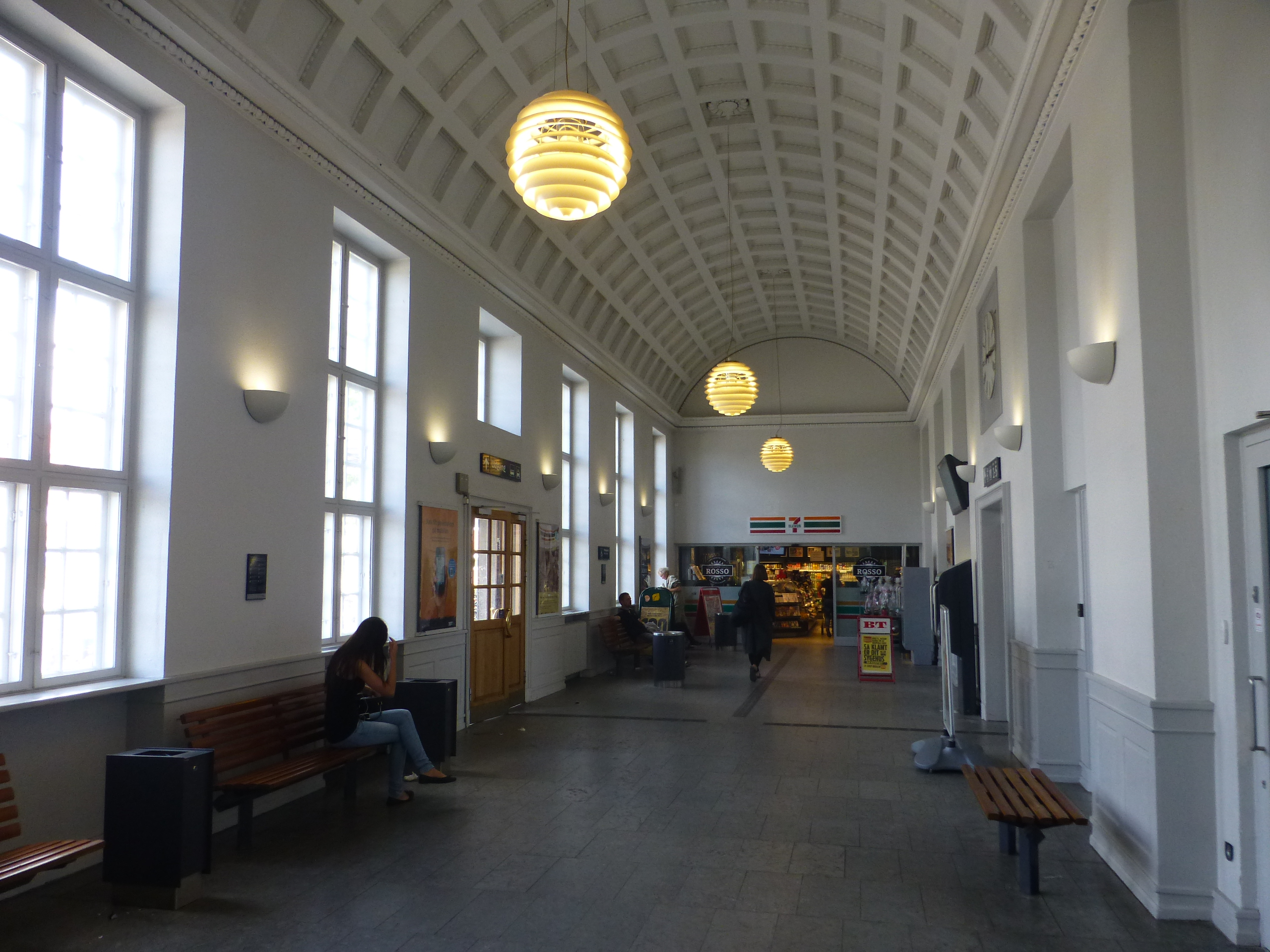
车站内部
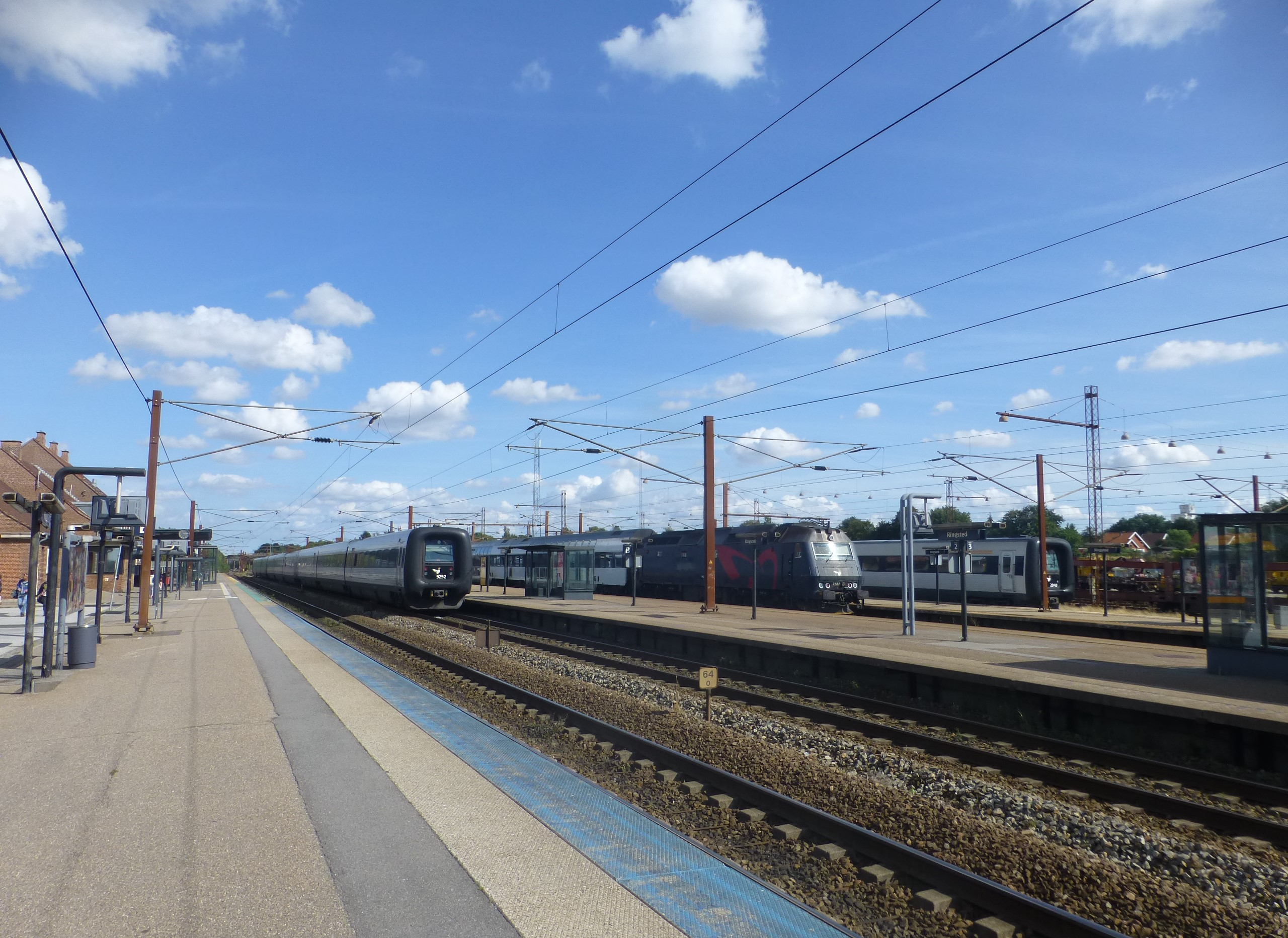
站台一角
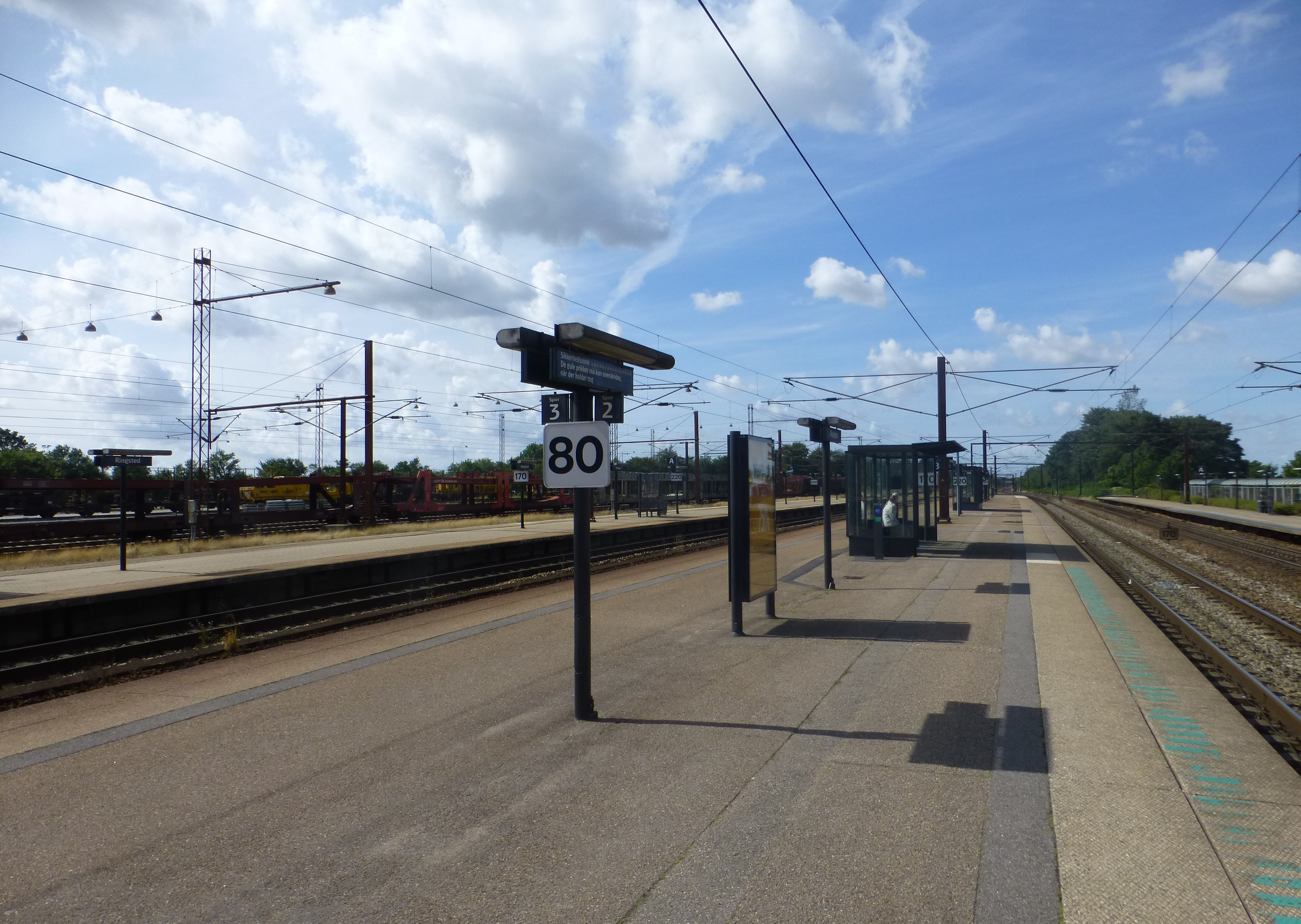
2站台和3站台（2站台和3站台是一个岛式站台的两个半站台）
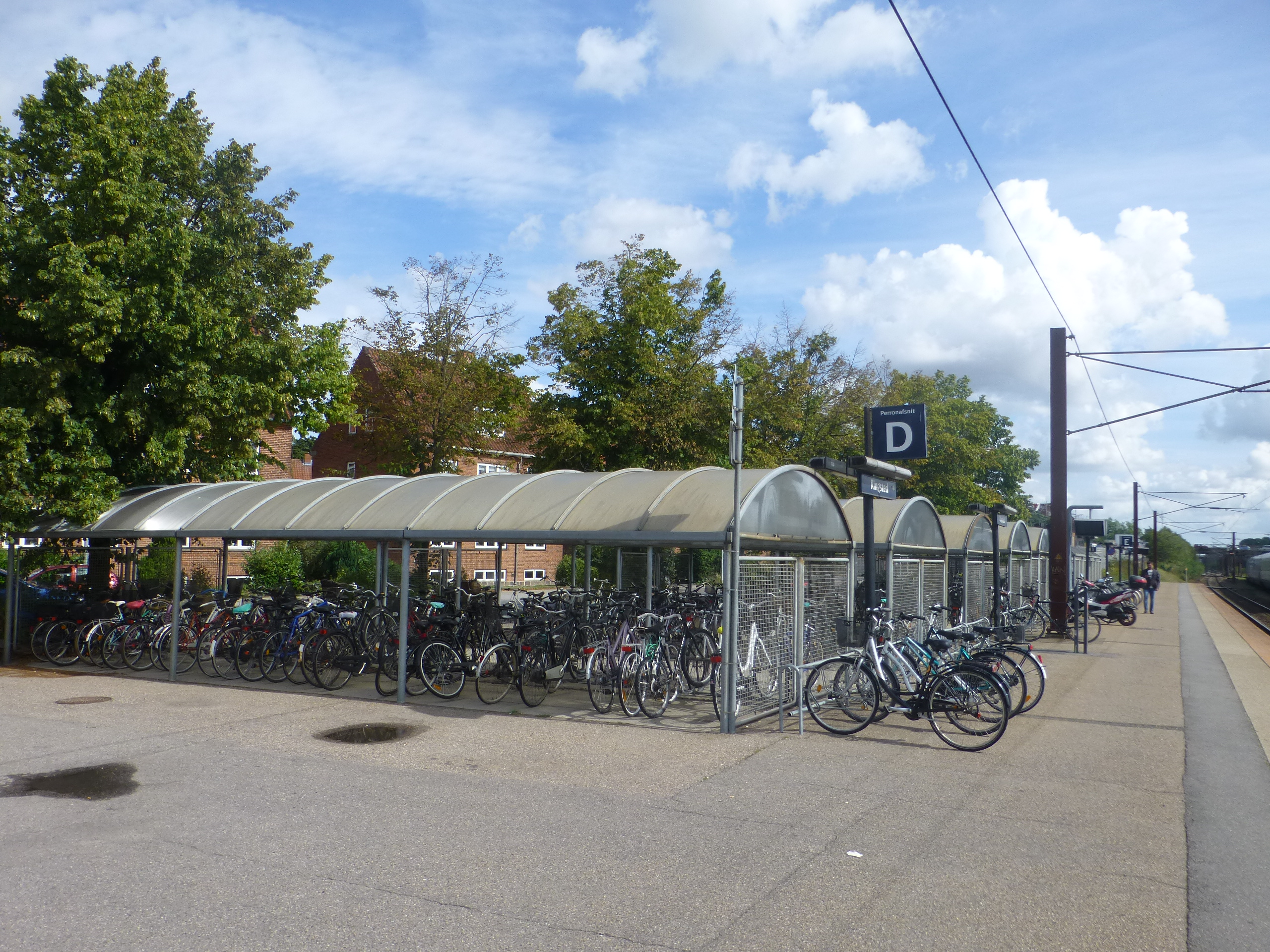
自行车棚
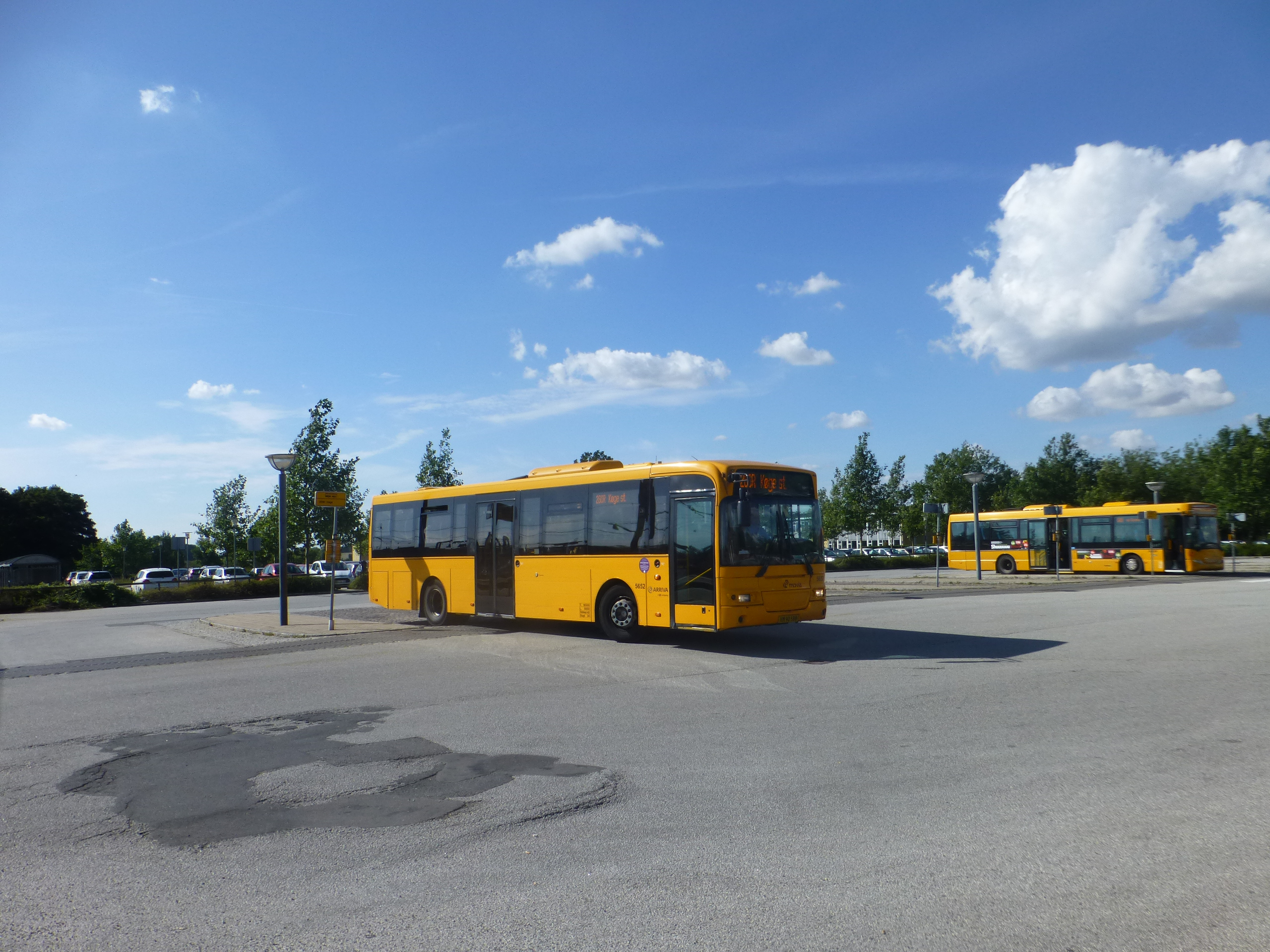
配套的公交站

- 1925年时的灵斯泰兹站

## 外部連結
- 丹麦国家铁路官网对灵斯泰兹站的介绍 （页面存档备份，存于）（丹麦语）